# جان رابرتس (تاریخ‌نگار)
جان رابرتس (انگلیسی: John Roberts؛ ۱۴ آوریل ۱۹۲۸ – ۳۰ مهٔ ۲۰۰۳) تاریخ‌نگار، پدیدآور، استاد و تاریخ‌نگار اهل بریتانیا بود.
وی با آثار قابل توجه منتشر شده، از سال ۱۹۷۹ تا ۱۹۸۵ معاون و نایب رئیس دانشگاه ساوت‌همپتون و از سال ۱۹۸۵ تا ۱۹۹۴، سرپرست Merton College، دانشگاه آکسفورد بود. او همچنین به عنوان نویسنده و تهیه‌کننده سریال پیروزی غرب (۱۹۸۵) بی‌بی‌سی شناخته شده‌است.